# Windermere Lake (British Columbia)
Windermere Lake ist eine verbreiterte Stelle des Flusses Columbia River in der kanadischen Provinz British Columbia. 

## Lage
Südöstlich des Sees liegt der Ort Windermere und an der Nordostseite des Sees die Stadt Invermere. Die durchschnittliche Tiefe des Sees beträgt 4,5 Meter.
An der westlichen Seite des Sees liegen die Purcell Mountains. Zwischen dem Gebirge und dem See verläuft eine Eisenbahnstrecke. Die Gegend an der Ostseite des Sees ist zunächst flacher, dann schließen sich die Rocky Mountains an. Östlich des Sees verläuft der Highway 93/95.
In früheren Quellen wurde der See auch „Lower Columbia Lake“ genannt.